# Ragnar Jónasson
Ragnar Jónasson, född 1976 i  Reykjavík, Island, är en isländsk kriminalförfattare.
Jónasson växte upp i Kópavogur och Grafarvogur därefter studerade han vid Verzlunarskóli Íslands och läste juridik vid Islands universitet. 2022 skrev Jónasson kriminalromanen Reykjavík tillsammans med Islands statsminister Katrín Jakobsdóttir. 

### Det mörka Island
- 2010 – Snjóblinda 
  - 2021 -  Snöblind. översättning: Arvid Nordh. Modernista. Libris w842lm43tn35r2t5. ISBN 9789178938162
- 2011 – Myrknætti 
  - 2021 -  Aska. översättning: Arvid Nordh. Modernista. Libris q3cl1td0n153ck4r. ISBN 9789180230889
- 2012 – Rof
- 2013 – Andköf
- 2014 – Náttblinda
- 2020 – Vetrarmein

### Böckerna om Hulda Hermansdóttir
- 2015 - Dimma
  - 2018 -  Mörkret. Modernista. Libris 22571458. ISBN 9789177814573
- 2016 - Drungi
  - 2019 -  Ön. översättning: Arvid Nordh. Modernista. Libris gq63vzcgd0z7dhm2. ISBN 9789177818939
- 2017 - Mistur
  - 2020 -  Dimma. Modernista. Libris fq60pdzfcmq3sk03. ISBN 9789178932337
- 2019 - Hvítidauði
  - 2020 -  Vit död. översättning: Arvid Nordh. Modernista. Libris jv0fspz5gg10pp0k. ISBN 9789178934911

### Fristående romaner
- 2009 - Fölsk nóta
- 2018 - Þorpið
  - 2021 -  Byn. översättning: Arvid Nordh. Modernista. Libris zblppdsww3m294jn. ISBN 9789180230698
- 2019 - Hvítidauði
- 2021 - Úti
  - 2023 -  Utlämnad. Romanus & Selling. Libris hzbcm74mffpn6s96. ISBN 9789189771376
- 2022 - Reykjavík
  - 2023 - Katrín Jakobsdóttir; Ragnar Jónasson. Reykjavík. översättning:Lena Jonsson. Romanus & Selling. Libris h0ttflp1fcb6f9n0. ISBN 9789189501270